# Мелашич, Гордей Петрович
Горде́й Мела́шич Петро́вич (укр. Гордій Мелашич Петрович, XIX век, Талалаевка, Роменский уезд, Полтавская губерния, Российская империя — XX век) — украинский общественный деятель на Зелёном Клине. Первый председатель Украинского Дальневосточного секретариата Зелёного Клина.

## Биография
До Февральской революции 1917 г. жил и вел революционную деятельность в Хабаровске, впоследствии эмигрировал в Австралию, где работал на угольных шахтах.
В 1916 г. был избран секретарем Украинского рабочего кружка в Брисбене, штат Квинсленд, автор острых статей в брисбенской газете «Известия Союза русских эмигрантов» о политической борьбе в Украине.
В августе 1917 г. вернулся в Хабаровск.
В январе 1918 г. был секретарём II украинского дальневосточного съезда, на котором был избран членом Украинского Дальневосточного секретариата, в составе которого отвечал за издание газеты. В апреле-октябре 1918 г. Гордей был председателем, с ноября 1918 г. — секретарь Украинского Дальневосточного секретариата по организационным делам.
В мае 1919 г. принимал участие во II сессии Украинской Дальневосточной краевой рады (УДКР).
В ноябре 1920 г. сложил полномочия секретаря на III сессии УДКР.
После 1922 оставался в СССР.